# The Sixth Sense - Il sesto senso
The Sixth Sense - Il sesto senso (The Sixth Sense) è un film del 1999 scritto e diretto da M. Night Shyamalan.
Nel 2007 l'AFI lo ha inserito all'ottantanovesimo posto nella classifica dei migliori cento film americani di tutti i tempi. Con 672 806 292 dollari è stato uno dei più grandi incassi della storia del cinema, nonché il film horror dal maggior successo di sempre al botteghino fino al 2017, quando è stato superato da It.

## Trama
Il dottor Malcolm Crowe, psicologo infantile, torna a casa con la moglie Anna dopo una serata di gala nella quale è stato insignito di un riconoscimento per il suo meritorio operato con i bambini. Ad attenderli c'è però un uomo armato in evidente stato confusionale che da bambino fu un suo paziente e che ora gli rimprovera di non averlo guarito dai suoi disturbi e dalle sue allucinazioni; spara dunque al dottore allo stomaco e poi si toglie la vita.
Otto mesi più tardi, il dottor Crowe, non più l'uomo di successo pieno di sicurezze per sé e per gli altri, ha un nuovo caso, del tutto simile a quello d'inizio film che gli ha cambiato la vita. Cole è un bambino assai sensibile di 9 anni e c'è qualcosa che lo terrorizza e che non riesce ad esorcizzare, nonostante razionalmente si sforzi di farlo e si rifugi spesso in chiesa. Nonostante Crowe provi ad aiutarlo, alle difficoltà oggettive del caso si aggiungono i suoi problemi, primo fra tutti l'allontanamento dalla moglie che ora sembra ignorarlo lasciandolo ancora più solo e in crisi. Il caso del piccolo Cole lo spinge però a impegnarsi a curare le sofferenze del bambino anche per poter riacquisire fiducia in sé. Lo stesso Cole gli dà una prima iniezione di fiducia confessandogli il suo vero segretissimo problema: ha la capacità di vedere i morti e comunicare con loro.
Dopo un iniziale sconcerto, Crowe trova la chiave per aiutare a superare il terrore che inevitabilmente attanaglia il bambino, costantemente circondato da anime vaganti che vede e parlano solo con lui (la chiesa è l'unico luogo in cui non possono seguirlo). Lo convince che se ha questa capacità, è perché a lui è riservato un compito delicato che ha a che fare con le stesse anime, evidentemente in cerca di un aiuto per sistemare qualcosa lasciato incompleto su questa terra. Seguendo questa idea, Cole entra quindi in contatto con l'anima della piccola Kyra e scopre tramite lei le prove che la sua matrigna l'ha uccisa avvelenandola all'insaputa di tutti. Rivelata la cosa al padre di Kyra, Cole sente di aver dato un senso ai suoi poteri che ora non lo terrorizzano più, parlando anche con la sorella minore della bambina.
Sentendosi in dovere di rivelare tutto alla madre, che è preoccupata e si sente incapace di aiutare suo figlio come vorrebbe, Cole svela a sua madre Lynn il suo potere e le dà come prova tangibile un messaggio della nonna morta, la madre di lei, che si scusa di un peccato di orgoglio mai confessatole. Lynn doppiamente commossa riabbraccia suo figlio che ora è felice di condividere il dramma che è costretto a vivere, anche perché vede che sono state acquisite le capacità per affrontarlo e forse superarlo.
Ottenuto il successo sperato, Crowe ora va ad affrontare sua moglie. Entra in casa e la trova addormentata sul divano mentre dalla TV accesa un filmino del loro matrimonio illumina la stanza buia. E mentre le parla, si accorge che la sua fede  nuziale è nelle mani di Anna. In quel momento ripercorrendo le cose dette da Cole si rende conto di essere egli stesso uno dei morti vaganti messi in contatto con il bambino (unica persona con cui ha comunicato per tutto il film dopo la scena iniziale) e ancora alla ricerca di qualcosa, Anna non l'ha mai ignorato, ma è ancora in parte sconvolta per la morte del marito, tra le sue braccia quella sera. Prima di poter riposare in pace, infatti, doveva dare prova delle sue capacità di psicologo, non per riscattarsi professionalmente, ma per salvare un bambino con allucinazioni da un'esistenza impossibile che con ogni probabilità l'avrebbe portato alla follia.

## Personaggi
- Malcolm Crowe (Bruce Willis) è il protagonista del film. All'inizio della pellicola viene ferito da Vincent, un suo ex paziente a cui non curò fin in fondo la sua malattia. Dopo il tragico incidente Malcolm ritorna a fare lo psicologo, ma sua moglie è sempre più distante e lo tratta come un fantasma. Diventa psicologo personale di Cole, un bambino ossessionato dalla visione di fantasmi di persone decedute: l'uomo riesce a dargli fiducia ed a usare le sue visioni come un potere. Una notte, consola sua moglie in lacrime davanti al video del loro matrimonio, e rielaborando le parole di Cole capisce che Vincent lo aveva in realtà ucciso, e quindi di essere da sempre uno dei fantasmi visti da Cole.
- Cole Sear (Haley Joel Osment) è il co-protagonista del film, ha 9 anni e può vedere e parlare personalmente con persone decedute. Timido e diffidente, saprà aprirsi al dottor Crowe e poi anche a sua madre.
- Lynn Sear (Toni Collette) è la madre di Cole. Ignara del segreto di Cole, lo scoprirà alla fine del film rimanendo commossa.
- Anna Crowe (Olivia Williams) è la moglie di Malcolm. Dopo la morte del marito inizia a vivere in solitudine, ma poi conosce un uomo; Malcom è molto geloso e si domanda come mai la moglie non riesca a sentirlo. Lo sconforto di Anna è prolungato dalla perdita del marito, il quale cercherà invano di comunicare con lei.
- Vincent Grey (Donnie Wahlberg) fu un paziente del dottor Crowe. Rimproverando Malcolm di non averlo curato correttamente, spara al dottore e poi si suicida.

### Cameo
- M. Night Shyamalan appare nel film nella parte di un dottore denominato Dr. Hill. Il dottore non viene chiamato per nome, ma compare il suo nome nei titoli di coda e lo si può leggere sul cartellino attaccato al camice.

## Distribuzione
Il film è uscito nelle sale statunitensi il 6 agosto 1999 e nelle sale italiane il 29 ottobre 1999.

## Accoglienza

### Incassi
Prodotto con un budget di 40 milioni di dollari, il film debuttò al primo posto del botteghino nordamericano con un incasso di oltre 26 milioni nel suo primo weekend. Divenne un successo finanziario, incassando 293 506 292 $ nei soli Stati Uniti e 379 300 140 $ all'estero, per un totale di 672 806 432 $ in tutto il mondo. Fu il secondo più alto incasso dell'anno dopo Star Wars: Episodio I - La minaccia fantasma.

### Critica
Il film fu accolto ottimamente dalla critica. Il sito Rotten Tomatoes gli ha dato una valutazione pari a 86% basandosi su 167 recensioni, con un punteggio medio di 7.7/10. Il consenso recita: "Il sesto senso di M. Night Shyamalan è una tortuosa storia di fantasmi con lo stile di una classica pellicola hollywoodiana, ma tutti i brividi di un moderno film horror". Su Metacritic ha invece un punteggio di 64 basato su 35 recensionil. Restano comunque forti perplessità verso la solidità della trama, poiché è pressoché impossibile e inverosimile che un uomo come Crowe, inserito in società e con delle relazioni umane, non possa accorgersi di essere morto e del fatto che nessun'altra persona, oltre al bambino, gli rivolga la parola. Soprattutto, è pressoché impossibile e inverosimile che Crowe non tenti, o non abbia la necessità, di parlare con altri esseri umani. 

## Riconoscimenti
- 2000 - Premio Oscar
  - Candidatura al miglior film a Frank Marshall, Kathleen Kennedy e Barry Mendel
  - Candidatura alla migliore regia a M. Night Shyamalan
  - Candidatura al miglior attore non protagonista a Haley Joel Osment
  - Candidatura alla migliore attrice non protagonista a Toni Collette
  - Candidatura alla migliore sceneggiatura originale a M. Night Shyamalan
  - Candidatura al miglior montaggio a Andrew Mondshein
- 2000 - Golden Globe
  - Candidatura alla miglior attore non protagonista a Haley Joel Osment
  - Candidatura alla migliore sceneggiatura a M. Night Shyamalan
- 2000 - Premio BAFTA
  - Candidatura al miglior film
  - Candidatura alla migliore regia a M. Night Shyamalan
  - Candidatura alla migliore sceneggiatura originale a M. Night Shyamalan
  - Candidatura al miglior montaggio a Andrew Mondshein
- 2000 - Screen Actors Guild Award
  - Candidatura al miglior attore non protagonista a Haley Joel Osment
- 1999 - Chicago Film Critics Association Award
  - Candidatura al miglior attore non protagonista a Haley Joel Osment
  - Candidatura alla miglior performance rivelazione a Haley Joel Osment
  - Candidatura alla migliore sceneggiatura originale a M. Night Shyamalan
- 2000 - Empire Award
  - Migliore regia a M. Night Shyamalan
- 2000 - Kansas City Film Critics Circle Award
  - Miglior attore non protagonista a Haley Joel Osment
- 2000 - MTV Movie Award
  - Miglior performance rivelazione maschile a Haley Joel Osment
  - Candidatura al miglior film
  - Candidatura alla miglior performance maschile a Bruce Willis
  - Candidatura alla miglior coppia a Bruce Willis e Haley Joel Osment
- 1999 - Satellite Award
  - Migliore sceneggiatura originale a M. Night Shyamalan
  - Miglior montaggio a Andrew Mondshein
  - Candidatura alla miglior attrice non protagonista in un film drammatico a Toni Collette
  - Candidatura alla miglior sonoro a Allan Byer e Michael Kirchberger
- 2000 - Saturn Award
  - Miglior film horror
  - Miglior attore emergente a Haley Joel Osment
  - Candidatura al miglior attore protagonista a Bruce Willis
  - Candidatura alla migliore sceneggiatura a M. Night Shyamalan
- 2000 - Premio Amanda
  - Candidatura al miglior film straniero a M. Night Shyamalan
- 2000 - Awards of the Japanese Academy
  - Miglior film straniero
- 2000 - Blockbuster Entertainment Award
  - Miglior attore in un film di suspense a Bruce Willis
  - Miglior attrice non protagonista in un film di suspense a Toni Collette
  - Miglior attore esordiente a Haley Joel Osment
- 2000 - Bogey Award
  - Bogey Award in Oro
- 1999 - Boston Society of Film Critics Awards
  - Candidatura al miglior attore non protagonista a Haley Joel Osment
- 2000 - Premio Bram Stoker
  - Migliore sceneggiatura a M. Night Shyamalan
- 2000 - Critics' Choice Movie Award
  - Miglior giovane interprete a Haley Joel Osment
  - Candidatura al miglior film
- 2000 - Premio Hugo
  - Candidatura al miglior rappresentazione drammatica a M. Night Shyamalan
- 1999 - Las Vegas Film Critics Society Award
  - Miglior giovane attore a Haley Joel Osment
  - Miglior performance rivelazione a Haley Joel Osment
  - Miglior attore non protagonista a Haley Joel Osment
  - Candidatura alla migliore sceneggiatura a M. Night Shyamalan
- 2000 - Southeastern Film Critics Association Award
  - Miglior attore non protagonista a Haley Joel Osment
- 2000 - Eddie Award
  - Candidatura al miglior montaggio in un film drammatico a Andrew Mondshein
- 2000 - American Society of Cinematographers
  - Candidatura alla migliore fotografia a Tak Fujimoto
- 2000 - ASCAP Award
  - Top Box Office Films a James Newton Howard
- 2000 - AACTA Award
  - Candidatura al miglior film straniero a Frank Marshall, Kathleen Kennedy e Barry Mendel
- 2000 - Artios Award
  - Candidatura al miglior casting per un film drammatico a Avy Kaufman
- 2000 - Dallas-Fort Worth Film Critics Association Award
  - Miglior attore non protagonista a Haley Joel Osment
- 2000 - DGA Award
  - Candidatura alla miglior regia a M. Night Shyamalan
- 2001 - Film Critics Circle of Australia Award
  - Candidatura al miglior film straniero
- 2000 - Golden Reel Award
  - Candidatura al miglior montaggio sonoro (Dialoghi ADR) a Michael Kirchberger, Becky Sullivan, David A. Cohen e Kenton Jakub
- 2000 - National Society of Film Critics Award
  - Candidatura al miglior attore non protagonista a Haley Joel Osment
- 2000 - People's Choice Award
  - Miglior film
  - Miglior film drammatico
- 2000 - Premio Nebula
  - Miglior sceneggiatura a M. Night Shyamalan
- 2000 - Teen Choice Awards
  - Miglior film drammatico
  - Miglior performance rivelazione a Haley Joel Osment
  - Candidatura al miglior personaggio sordido a Trevor Morgan
- 2000 - WGA Award
  - Candidatura alla miglior sceneggiatura originale a M. Night Shyamalan
- 2000 - Young Artist Award
  - Miglior giovane attore a Haley Joel Osment

### AFI 100 Years
La pellicola è presente nelle seguenti liste dell'AFI, che omaggiano i migliori film del cinema statunitense: nel 2007 la pellicola è entrata nella versione aggiornata della lista dei cento migliori film della storia del cinema statunitense, arrivando 89º, e nel 2001 fu inserita in sessantesima posizione tra i migliori 100 thriller della storia degli Stati Uniti; la famosissima battuta Vedo la gente morta (I see dead people, in lingua originale), pronunciata da Haley Joel Osment, è situata in 44ª posizione tra le battute più importanti del cinema statunitense, classifica stilata nel 2005.